# 嘉田由紀子
嘉田 由紀子（かだ ゆきこ、1950年〈昭和25年〉5月18日 - ）は、日本の政治家、農学者、環境社会学者、文化人類学者。日本維新の会所属の参議院議員（2期）。
滋賀県知事（第8代）、日本未来の党代表、地域政党チームしが代表、びわこ成蹊スポーツ大学学長、教育無償化を実現する会副代表などを歴任。

## 来歴・人物
埼玉県本庄市の養蚕農家に、3兄妹の末っ子として生まれる。父親の渡辺康雄は本庄市議会議員も務めた人物で、父が8人兄弟の長男であったことから、3世代13人の大家族で暮らす。嫁ぎ先でこき使われ結核を患った母の姿を見て、「女性がなぜ苦しい思いをするのか」との思いから学問を志す。
今西錦司や梅棹忠夫の本でアフリカ研究に憧れを抱くようになり、埼玉県立熊谷女子高等学校卒業後、京都大学農学部へ進学。当時女性部員がいなかった探検部へ、当時の部長の嘉田良平とともに入部許可を求めて、口論の上で入部する。3回生の時にタンザニアで4ヶ月生活した。22歳のときに嘉田良平と結婚。なお、夫は嘉田の政界入りに反対であったとされ、知事就任後の2008年に離婚している。
1973年、京都大学農学部卒業。同年、大学院農学研究科へ進学し、アメリカ・ウィスコンシン大学大学院へ、アフリカやアジアの経済発展を社会開発や環境の面から研究するため留学するも、指導教官より日本の農村研究を促され、1974年、一時帰国して琵琶湖湖畔における農村生活の形態変化について研究しながら海外での調査研究も継続する。26歳で長男を出産。2年間は専業主婦をしていたが、その後京大院に復帰。29歳で次男を出産し、滋賀県に移住した。
1981年3月、京都大学大学院農学研究科博士課程修了。京都大学より農学博士（論文名『琵琶湖の水問題をめぐる生活環境史的研究』）を授与される。同年4月、滋賀県庁に入庁し、まだ準備室だった「滋賀県立琵琶湖研究所」の研究員として採用される。琵琶湖周辺の農村生活、ホタルダスや水環境カルテなどを調査研究する。1996年開館の滋賀県立琵琶湖博物館に構想段階から深く関わり、後に滋賀県知事の座を争うことになる國松善次とは同僚である。
2000年、京都精華大学人文学部環境社会学科教授となる。滋賀県立琵琶湖博物館研究顧問、京都精華大学人文学部教授を歴任した。

### 滋賀県知事へ

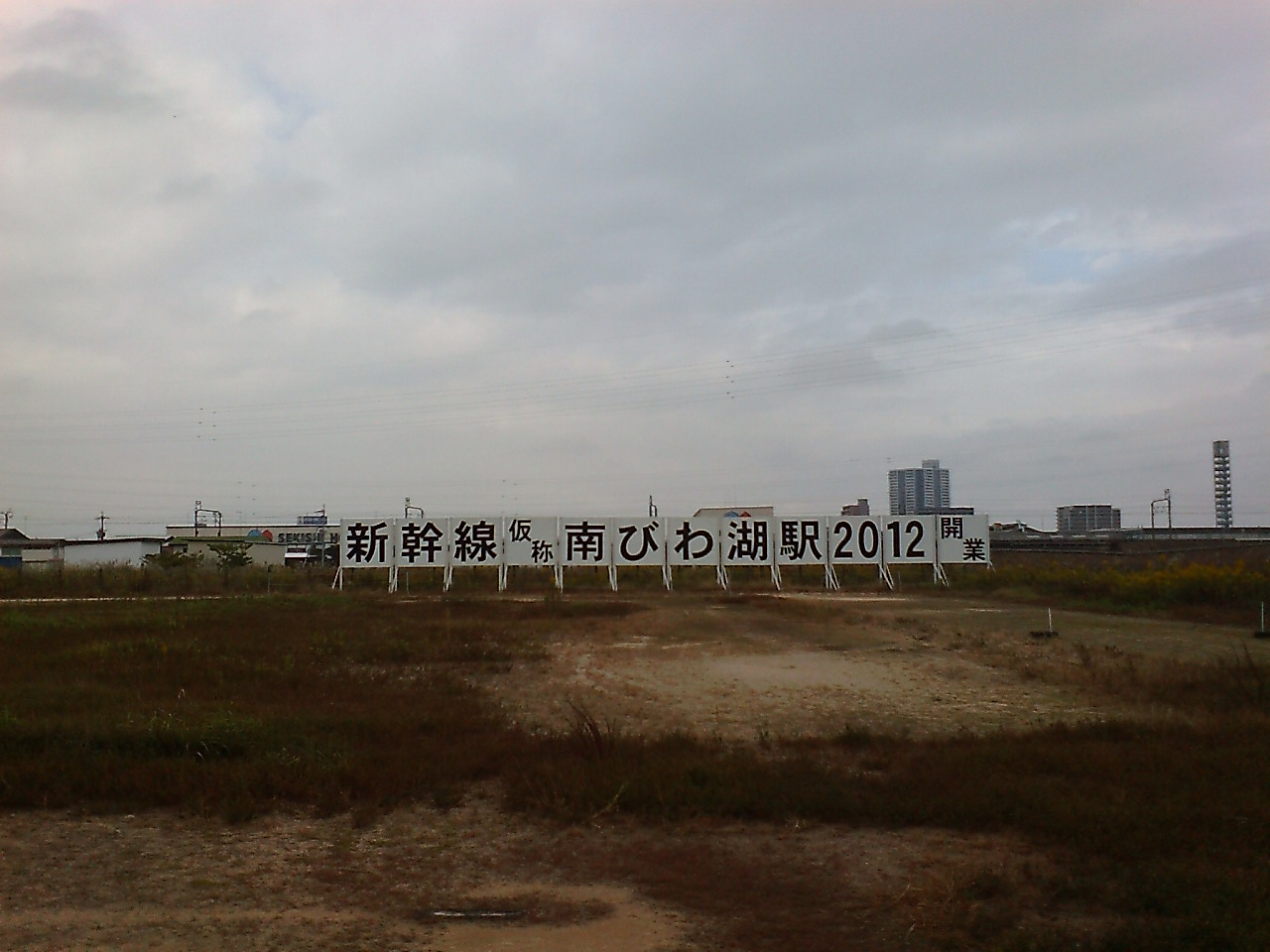
知事選最大の争点となった南びわ湖駅予定地

滋賀県では、栗東市に建設が予定されていた新幹線新駅（名称は南びわ湖駅）の是非が大きな問題となっていた。住民投票条例案の条例制定請求が提出された2006年1月31日、滋賀県議会で傍聴をした際、「この住民投票条例案は受け入れられない」という言葉が響いた時、「こんなに県民がおかしいと思っているのに、どうなんだろう」と思ったのが知事選へ出馬しようと思った最初のきっかけだという。同年3月30日に出馬を決意し、4月18日に正式な出馬表明を行う。
選挙戦では「もったいない」を合言葉に、新幹線新駅の建設凍結、県内に計画されているダムの凍結見直し、旧志賀町に予定している廃棄物処分場の中止などを訴えた。
真に県民のための県政を目指すという「超政党」という立場から全政党に対して推薦依頼を提出する。自民党と民主党は別々に、國松知事と嘉田の双方から主張を聞く会を催した。民主党内には嘉田を推す声が強かったが、新幹線の新駅に対する立場を変えることができず、結果的に自民、民主両党は現職の國松に相乗りした（民主党県連の決定直後に小沢一郎代表の相乗り禁止指令が出た）。その後、公明党も國松の推薦に回った。一方、共産党は当初嘉田支援のために動いたが、途中で推薦から支持に切り替えた嘉田に対する反発と、新駅及びダム建設推進に含みを残す自民党近江八幡支部との対立から支援を見送り、対立候補（無所属の推薦候補）を立てた。嘉田側は、共産党から他党の関係者を入れないように申し入れを受け、「政党の違いは小異であり、県民党の立場で支持を求めた」が、受け入れられなかったと言っている。嘉田は社民党に対する要請でも、途中で推薦から支持に切り替え、社民は不快感を表明したが、最終的に受け入れた。
最終的に嘉田には、社民党支持と近江八幡支部をはじめとする自民党非主流派の支援が残り、7月2日に行われた知事選で、自民、民主、公明の3党が推薦する現職の國松を破り、初当選。

#### 滋賀県知事として

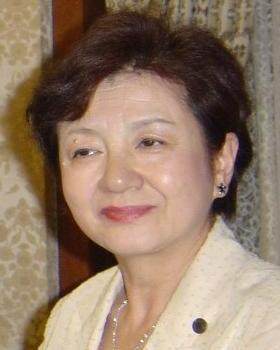
2007年

知事当選により、この時点で大阪府の太田房江、熊本県の潮谷義子、千葉県の堂本暁子、北海道の高橋はるみに次ぐ全国で5人目の女性知事となった。
当選以降、自身が公約で主張した「新幹線新駅・産廃処理施設・ダム事業の凍結、見直し」政策を進め、新幹線新駅関連・廃棄物処分場については2007年（平成19年）度における関係予算をつけないことが決まり、これらの事業を事実上中止することができた。
滋賀県栗東市の新幹線新駅問題では、一部では損害賠償請求を求められるという噂もあったが、JR東海の松本正之社長は2007年7月9日、今後の対応について「10月末に出る地元の結論を受けて法的対応を考えるが、工事負担金を5月に仮精算したので大きな問題はない」と述べ、地元に対する新駅計画凍結による損害の賠償請求を行う可能性は低いとの認識を示し、新幹線新駅凍結の今後は地元の事後処理へと焦点が移ることとなった。
ただ、ダム事業の凍結・見直し（撤回でも中止でもない）公約では、県内に計画されているダム6つ（丹生ダム、大戸川ダム、永源寺第二ダム、芹谷ダム、北川第一ダム、北川第二ダム）の内、県営の芹谷・北川第一のダム建設計画については2007年2月の議会で容認と取れる答弁を行った。他方、県営北川第二ダムは公約通りの凍結方針を表明しているにもかかわらず、マスコミには取り上げられることはほとんどなかった。また、国営の丹生ダムについては、今までの貯水ダム計画には否定的な見解を示している。ただ、穴あきダムの可能性はあり得るとの発言をとりあげ、マスコミはまたも推進と報じたが、その後は推進するような態度を嘉田は示していない。統一地方選挙後は、県議会の流れの変化によるものか、ダム建設計画に前向きと思わせるような発言をすることは見られなくなった。一部ではダム建設計画への否定的な発言も見られ、また、就任一年の会見では、「社会変動の中でかつて計画したことをそのまま続けることが、本当に次の世代に喜ばれることなのか。勇気ある撤退が必要。」と新幹線のみならずダム計画の凍結に対するこだわりを感じさせる発言もあった。こうした中、2008年11月の定例県議会で、国が計画する大戸川（だいどがわ）ダム（大津市）の建設中止を事実上求める知事の意見案が廃案となった。
当選後の議会における所信表明演説においては「財政的観点からもダム事業は凍結する」という姿勢を見せていたが、一方で「治水事業の瑕疵（かし）で一人でも死者が出た場合は辞任する」とも述べていた。ダム建設を推進・要望していた大津市や彦根市をはじめ県内の自治体は知事の公約に反発、特に丹生ダム建設が計画されていた余呉町とは激しく対立した。
本人は公約について「一切ダムを作らないという、脱ダム（という意味）ではない」、「（マニフェストでは）ダムだけに頼らない治水計画を掲げた。ダムすべてを否定はしていない」また「（現在は）ダムの必要性、効果、影響も含めて議論する過程の中にある」と述べている。この間、ダム事業に対する流れは2004年に発生した平成16年7月福井豪雨をきっかけとした足羽川ダム（福井県）の建設再開（凍結解除）や、2006年に発生した平成18年7月豪雨をひきがねとして長野県の田中康夫が知事選挙に落選したことおよび後任の村井仁による「脱ダム宣言」の撤回など、ダム事業再評価の動きが見られ、こうした流れも微妙に影響を及ぼしている。
2007年、統一地方選挙では彼女を応援する、対話でつなごう滋賀の会が結成され、躍進した。2007年4月23日には留守番電話で、「長崎のようになりたくなければ新駅を作れ」と脅迫された。伊藤一長長崎市長射殺事件を指しているものと思われる。
議会で新駅建設反対派が推進派を上回った結果、推進派の自民党滋賀県連は「知事の考えに従う」として新駅の凍結に賛成する意向を示した。こうした情勢を受けて中川秀直幹事長が現地入りして嘉田と対談し、7月9日には新幹線新駅の凍結方針が国から示された。森喜朗元首相に、「女の人だな、やっぱり（視野が）狭い」と批判された。嘉田は「女性蔑視（べっし）だと言うのは控えたい。問題の本質は財政問題。男だから、女だからとは無縁」と述べた。
10月24日、新駅問題について国松正一栗東市長らと話し合う会議が同日午後、大津市内で開かれ、新駅建設の根拠となる各種協定が今月末で白紙に戻ることを大半の市長が容認した。嘉田知事が前年7月の知事選で「凍結」と訴えた最重要公約が約1年4カ月かけて実現することになる。
国土交通省が推し進める大戸川ダム建設については、淀川水系に属する知事として橋下徹大阪府知事・山田啓二京都府知事・野呂昭彦三重県知事らとともにNOとする共同声明を出している。また、橋下の昨年1年間の大阪府の財政改革などに対する奮闘振りに「やはりマスコミ慣れしている分、はっきりとした意見が言えるのは少し羨ましいですね」と評している。一方、ダム事業の対応についてマスコミや一部支援者から「態度が曖昧」と批判されている。
2008年1月から4月の記者会見等の中で嘉田は、県政にとっては財源の視点から道路特定財源の暫定税率廃止は困るが、しかし、暫定が続いているという現制度自体の問題点や一般財源化の議論が必要であると指摘した。新名神高速道路の大津ジャンクション予定地以西の「当面着工しない区間」については、必要な道路であるとし凍結解除を訴えていた。2012年4月に新名神建設の凍結は解除され、事業区間となっている。
2009年10月30日、鳩山由紀夫内閣下で総務省顧問に就任。
2009年11月、ジーエス・ユアサコーポレーションが新駅予定地跡地に電気自動車用リチウムイオン電池の新工場を建設する計画を表明。2010年4月には生産計画が発表された。嘉田は新駅凍結の代替案として「電気自動車用の電池工場の誘致に成功した」「400億円の投資と800人の雇用が見込まれる」 としている。しかし予定地約50ヘクタールのうち、2012年9月時点でなお30-40ヘクタールの土地の利用が決まっていない。
2010年2月16日、7月11日に投開票が予定されている県知事選に再選を目指して出馬する意向を表明した。4月2日には、新しい支援団体として滋賀の未来をひらく会が発足し、元成安造形大学長の木村至宏が会長に、県商工会連合会長の川瀬重雄が同会の副会長に就任している。7月11日、投開票の結果、自民党前衆議院議員の上野賢一郎らをダブルスコアの大差で破り再選する。この時の得票数419,921票は、滋賀県知事選挙史上最多得票である。
都道府県を廃止する安易な道州制の導入は地域のアイデンティティを破壊するとして、道州制にはきわめて慎重な姿勢を示している。6月、みんなの党に支援を要請するが、みんなの党は道州制に関する議論で認識の違いがあるとして拒否した。
栗東市のRDエンジニアリング産廃問題では、全量撤去案（240 - 400億円）ではなく遮水壁案（約50億円）を提案し、全量撤去を望む住民から批判されていた。2010年1月には「有害物の除去」を柱とする案を新たに示したが、除去する有害物の範囲などで住民側と協議が難航。新たに「有害物をできる限り除去する」との方針を打ち出し、工事に取りかかるためのボーリング調査を提案。地元自治会は県の姿勢を評価し、6月20日に地元7自治会と県との間で調査へ着手することが同意された。自治会側からは「約10年を経て、問題解決に一歩進んだ」と評価する声や、「今後も継続して自治会と協議してほしい」と注文する意見が挙がっている。
2012年、未来政治塾の開講を発表する。
2012年8月、嘉田は新幹線新駅問題の時点ではJR東海のリニアモーターカーによる中央新幹線建設が順調に進行することを予期できなかったとし、その上で中央新幹線が完成した後は東海道新幹線は中距離輸送を担うことになるため、その際には米原駅と京都駅の間に新駅が必要となるという見通しを述べる。これはあくまで中長期的な見通しであるとし、南びわ湖駅建設の復活や特定の他の場所における建設を意味するものではないとしている。

#### 新党を結成、代表に就任 - 辞任へ
同年11月27日、新党日本未来の党を結成すると発表した。この政党の結成を受けて、小沢一郎は、自身が代表を務めてきた国民の生活が第一（以下、生活）を解党した上で、党ごと合流することを決定した。翌28日、減税日本・反TPP・脱原発を実現する党共同代表の山田正彦や生活の広野允士参院議員会長など所属議員8名で総務省へ政党届出を行った。
「小沢一郎さんを使いこなせずに官僚を使いこなすことはできません。」と述べている。
同年12月16日に執行された第46回衆議院議員総選挙において、日本未来の党は公示前の62議席から約7分の1にあたる9議席に大きく減らした。嘉田は開票センターでの記者会見で「十分時間が取れなかった。政策が浸透していなかった」と述べたが、記者の質問を聞き逃し「ごめんなさい。もうろうとしていまして」と取り繕うという場面もあった。
総選挙後、小沢との対立が表面化。嘉田は未来の党を離党し阿部知子衆議院議員と新たに政治団体として日本未来の党を結成した。また、未来の党は生活の党に改称した。
2012年12月26日に党代表と県知事の兼務解消を求める決議が滋賀県議会で可決されたことを受け、2013年1月4日に党の代表を辞任することを正式表明した。

#### 知事引退
嘉田は日本未来の党代表辞任後も次期知事選への立候補については明言を避けていた。こうした中2014年3月、前回知事選時に嘉田を支援した民主党の滋賀県連代表・三日月大造が嘉田の意向表明を待たずして同年6月の次期知事選への立候補を表明、嘉田の去就に注目が集まった。
同年4月26日、嘉田と三日月が同席した集会において候補者一本化の合意を発表、その結果は5月7日に発表し同時に新政治集団「チームしが」を発足させるとした。
4月29日、『嘉田が関係者に知事選不出馬の意向を示した』 という報道がなされ、嘉田本人は『いかにも決定したような内容であり、このような憶測記事を出すことには強く抗議をします』と発表。
5月7日、正式に不出馬を表明し二期をもって知事を引退した。
10月、びわこ成蹊スポーツ大学の3代目学長に就任。

### 2017年衆院選で落選、2019年参院選で当選
2017年9月末、嘉田は引退を表明していた民進党の川端達夫衆議院議員の後継として、10月22日に行われる第48回衆議院議員総選挙に滋賀1区から立候補する意向を固めた。10月2日に嘉田は記者会見で立候補を正式表明。嘉田は当初は希望の党からの出馬を目指した ものの、前日夜に前原誠司から嘉田がかつて国政政党の党首だったことから公認を認められないと回答されたことや、立憲民主党からは参加の要請があったが固辞したことを明らかにし、無所属で立候補すると表明した。
嘉田は会見で「比例代表では希望の党を推す」とも述べたため、かつて嘉田と共闘関係にあった社民党がこれに反発し、対立候補として県連代表の小坂淑子の擁立を急遽決定。共産党も小坂を推薦した。その後希望の党が公約に原発の再稼働容認を掲げることが明らかとなると嘉田も希望の党と距離を置き始め、公示後には「私は無所属。比例区でどの政党に投票して、とお願いすることはない」「『比例は希望』と言った話が広がっているが、どうか情報のアップデート（更新）をお願いします。私は無所属。比例は関係ありません」と釈明に追われ、嘉田と小坂の間で反自民票が割れたことで自民党前職の大岡敏孝が得票率47.7%で逃げ切り3選を果たした。
2018年6月の滋賀県知事選挙では松井一郎大阪府知事から出馬を促されるなどされたものの、チームしが関係者とともに自身の後継にあたる三日月大造知事の応援に入った。
同年12月6日、国民民主党滋賀県連が嘉田を第25回参議院議員通常選挙の滋賀県選挙区に擁立する方針を固めたことが報道により明らかとなった。これに対し同選挙区では立憲民主党は元衆院議員の田島一成を、日本共産党は党滋賀県委員会常任委員の佐藤耕平を予定候補としていたため、12月7日に嘉田は記者会見し「野党統一候補でなければ出馬しない」と表明した。
2019年3月1日、国民民主党・立憲民主党両党の県連は調整の結果、嘉田が国民民主党を離党して無所属で立候補することを条件に統一候補として推す方針で合意したと発表。嘉田は同日に国民民主党を離党した。社民党も嘉田を推すことを決定。5月末、共産党は佐藤の公認を取り下げ、嘉田は晴れて野党4党の統一候補となった。選挙戦中は共産党への抵抗感がある支持者の存在を意識し、社民党、共産党はそれぞれの支持者を固める方式をとった。対する二之湯武史の自民陣営は、安倍晋三首相はじめ閣僚級の政治家を連日投入する組織戦を展開したが、自民党支持層でも一定数が嘉田に投票した。
同年7月21日、投開票。現職の二之湯を小差で破り国政選挙に初当選した。当選後国民民主党代表の玉木雄一郎に復党を持ちかけられたが「当面は無所属で、というのが選挙中の（支援者との）約束だ」と断り、同じく野党統一無所属として当選した永江孝子と共に院内会派「碧水会」を結成した。
大津市長選挙公示翌日の2020年1月13日、嘉田が代表を務める政治団体「チームしが」は、越直美市長の後継候補である元市職員の小西元昭の推薦を決定したが、小西は元自民党県議の佐藤健司に敗れた。
2020年9月3日、立憲民主党と国民民主党の合流新党（後の（新）立憲民主党）への入党受け付けが締め切られ、9月7日には玉木雄一郎ら旧国民民主側の合流不参加者を中心とする（新）国民民主党に加わる国会議員の募集が締め切られた。嘉田は一時国民民主党入りを検討していたが、「チームしが」に身の振り方を決めかねている国民民主党の自治体議員がいたことや、衆院選への立候補を予定する県内の野党候補者を平等に応援するなどの理由から、いずれの党にも参加しなかった。これにより無所属での活動を継続することとなった。
2022年8月31日、院内会派「碧水会」を解散。翌9月1日に嘉田は国民民主党の参議院会派に入会した。2023年6月6日、地域政党チームしがの代表を退任し顧問に就任。6月7日に国民民主党に入党した。
2023年11月30日、国民民主党に離党届を提出し、前原誠司らとともに教育無償化を実現する会を結成した。副代表に就任する。その後、同年12月13日の国民民主党両院議員総会で、提出されていた離党届を受理せず「党の結束を乱した」事により除籍処分となった。
2024年10月3日、前原代表や嘉田ら教育無償化を実現する会の4議員が日本維新の会に合流することが発表された。
2025年2月21日、日本維新の会は同年夏の第27回参議院議員通常選挙で滋賀県選挙区に元新聞記者で新人の岡屋京佑を擁立し、現職の嘉田は比例代表に回ると発表した。同年7月20日の投開票の結果、岡屋は落選したものの嘉田は日本維新の会の名簿内での得票数1位で当選した。

## 政策・主張

### 憲法
- 憲法改正について、2017年のアンケートで「どちらかと言えば賛成」と回答[68]。改正すべき項目として「地方自治」「環境権」「衆議院の解散」を挙げた[68]。
- 9条改憲について、2017年の朝日新聞滋賀版のアンケートで「反対」と回答[39]。

### 外交・安全保障
- 安全保障関連法の成立について、2017年のアンケートで「どちらかと言えば評価しない」と回答[68]。
- 「他国からの攻撃が予想される場合には敵基地攻撃もためらうべきではない」との問題提起に対し、2017年、2019年のアンケートで「どちらかと言えば反対」と回答[68][69]。
- 「北朝鮮に対しては対話よりも圧力を優先すべきだ」との問題提起に対し、2017年のアンケートで「どちらかと言えば反対」と回答[68]。
- 「非核三原則を堅持すべきだ」との問題提起に対し、2017年のアンケートで「賛成」と回答[68]。

### ジェンダー
- 選択的夫婦別姓制度の導入について、2017年、2019年のアンケートで「賛成」と回答[68][69]。
- 同性婚を可能とする法改正について、2017年のアンケートで「どちらかと言えば賛成」と回答[68]。2019年のアンケートで「賛成」と回答[69]。

### 経済・税制
- アベノミクスについて、2017年、2019年のアンケートで「評価しない」と回答[68][69]。
- 経済競争力を多少犠牲にしても格差是正を優先すべきという考えにどちらかと言えば近い[68]。
- 財政赤字は危機的水準であるので、国債発行を抑制すべき[68]。
- 2017年の衆議院議員選挙に先駆けて行われたアンケートにおいて、消費税10%に「どちらかと言えば反対」、長期的に消費税率を10%よりも高くすることに「どちらかと言えば反対」と回答している[68]。
- 2019年の参議院議員選挙公示日での第一声では、消費税増税反対を強く訴えた[70]。
- 所得や資産の多い富裕層に対する課税を強化すべき[68]。

### その他
- 安倍内閣による森友学園問題・加計学園問題への対応について、2017年のアンケートで「評価しない」と回答[68]。
- 原子力規制委員会の審査に合格した原子力発電所は運転を再開すべき、という考えに対し、2017年のアンケートで「どちらかと言えば反対」と回答[68]。
- 原発の存置・廃止問題について、2017年のアンケートで「今すぐ原発を廃止すべきだとの考えにどちらかと言えば近い」と回答[68]。
- 被選挙権を得られる年齢を引き下げることに、どちらかと言えば賛成[68]。
- 共謀罪の成立を評価しない[68]。
- 治安を守るためにプライバシーや個人の権利が制約されることに反対[68]。
- 首相には靖国神社に参拝してほしいという考えに反対[68]。
- ひとり親家庭やDINKSなど家族の形は多様でよいという考えに近い[68]。
- 幼稚園・保育所から大学までの教育を無償化することに賛成[68]。
- 共同親権の在り方に賛成[71]

## 議員連盟
- 人権外交を超党派で考える議員連盟[72]

## 発言
- 2012年の第46回衆議院議員総選挙の際、同年12月4日の日本未来の党党首として臨んだインタビューで、「実は、第二次世界大戦は2つの原爆で戦後、戦中の軍国主義から抜け出ました」と発言。同月9日、大津市内での記者のぶら下がりで「米国側の歴史観に立ったものでなく、原爆と原発事故の二つの出来事は大きな歴史的転換点だったということを述べたもの」と釈明した[73]。

## 不祥事
- 2021年4月21日に嘉田は共同親権を求めるオンライン集会に出席した際、ドメスティックバイオレンス被害者保護の為所在地が秘匿されている滋賀県内のDVシェルターについて、市町村名や目印となる近くの建物など具体的な場所を推測できる発言をした[74]。この集会の様子は翌22日にYouTube上で公開され、28日に県からの指摘を受け主催者側が削除するまで1週間不特定多数が閲覧できる状態にあった[75]。嘉田は5月12日に自身のホームページ上で「配慮が足りない発言があったとの指摘を受けました。この点について、真摯に受け止めております」などとするコメントを発表した[76]。
- 2025年6月27日、嘉田は大津市内の街頭演説で、「どうか7月20日、1枚目は○○（選挙区の立候補予定者の名字）、2枚目（比例代表）は嘉田由紀子で、ご支援をお願いいたします」などと訴えた。公職選挙法では公示前の投票の呼び掛けは「事前運動」にあたるとして禁止しており、嘉田の事務所は取材に対し、「終わってからすぐに気づいた。うっかりしていたと本人は反省している」と述べた[77]。

## 選挙歴
| 当落 | 選挙                     | 執行日         | 年齢 | 選挙区       | 政党   | 得票数     | 得票率 | 定数 | 得票順位 /候補者数 | 政党内比例順位 /政党当選者数 |
| ---- | ------------------------ | -------------- | ---- | ------------ | ------ | ---------- | ------ | ---- | ------------------ | ---------------------------- |
| 当   | 2006年滋賀県知事選挙     | 2006年07月02日 | 56   | ーー         | 無所属 | 21万7842票 | 46.03% | 1    | 1/3                | /                            |
| 当   | 2010年滋賀県知事選挙     | 2010年07月11日 | 60   | ーー         | 無所属 | 41万9921票 | 63.17% | 1    | 1/3                | /                            |
| 落   | 第48回衆議院議員総選挙   | 2017年10月22日 | 67   | 滋賀県第1区  | 無所属 | 7万9724票  | 44.74% | 1    | 2/3                | /                            |
| 当   | 第25回参議院議員通常選挙 | 2019年07月21日 | 69   | 滋賀県選挙区 | 無所属 | 29万1072票 | 49.37% | 1    | 1/3                | /                            |
| 当   | 第27回参議院議員通常選挙 | 2025年07月20日 | 75   | 比例区       | 無所属 | 10万1566票 |        | 1    | 1/13               | 1/4                          |

## 家族・親族
- 父・渡辺康雄（政治家、元本庄市議会議員）

2010年1月24日、老衰のため死去。89歳没
- 元夫・嘉田良平（元京都大学農学部教授 農業経済学、専門は環境保全型農業）[1]。

1949年2月18日 -
- 姉・明堂純子（政治家、元本庄市議会議員）[79]。

1946年  -
- 甥・渡辺泰之（政治活動家、元総務官僚。日本維新の会埼玉県第4区支部長）[80]

1972年11月13日 -
- 二男あり。次男の嘉田修平（1979年7月6日 - ）は立憲民主党所属の大津市議会議員（3期）[81]。
- 孫が6人

## テレビ出演
- 日経スペシャル カンブリア宮殿 「「もったいない」で、日本は変わるか！？ ～その事業、本当にムダなのですか？ 本当に止められますか？～」（2006年11月6日、テレビ東京）- 滋賀県知事として出演[82]。

## 著書
- 『環境問題の社会理論 生活環境主義の立場から』（共著者:桜井厚 松田素二 大槻恵美 大西行雄 鳥越皓之）（1989年3月25日、御茶の水書房）ISBN 9784275013323
- 『水と人の環境史 琵琶湖報告書』（編者:鳥越皓之 嘉田由紀子）（1989年10月20日、御茶の水書房）ISBN 9784275013491
  - 『水と人の環境史 琵琶湖報告書 増補版』（共編者:鳥越皓之）（1991年6月15日、御茶の水書房）ISBN 9784275014344
- 『生活世界の環境学 琵琶湖からのメッセージ』（1995年6月13日、農山漁村文化協会）ISBN 9784540941719
- 『共感する環境学 地域の人びとに学ぶ シリーズ「環境・エコロジー・人間」別巻1』（共編著:槌田劭 山田国広）（2000年2月20日、ミネルヴァ書房）ISBN 9784623032129
- 『水辺遊びの生態学 琵琶湖地域の三世代の語りから』（共著者:遊磨正秀）（2000年2月29日、農山漁村文化協会 人間選書）ISBN 9784540992681
- 『生活-環境革命』（共著者:山田国広 石井亨 阿部悦子 広松伝 天野礼子 田島征三 松井覚進 丸岡一直 吉田文和）（2001年12月1日、藤原書店）ISBN 9784894342637
- 『水辺ぐらしの環境学 琵琶湖と世界の湖から』（2001年12月20日、昭和堂）ISBN 9784812201336
- 『環境学入門(9) 環境社会学』（2002年5月27日、岩波書店）ISBN 9784000068093
- 『水と暮らしの環境文化 京都から世界へつなぐ』（共編著:槌田劭）（2003年4月20日、昭和堂）ISBN 9784812203040
- 『水をめぐる人と自然 日本と世界の現場から』（2003年5月20日、有斐閣）ISBN 9784641280854
- 『里川の可能性 利水・治水・守水を共有する』（共編者:鳥越皓之 陣内秀信 沖大幹 ほか）（2006年10月31日、新曜社）ISBN 9784788510241
- 『水・環境・アジア グローバル化時代の公共性へ』（共著者:羅紅光 宇井純）（2007年10月20日、新泉社）ISBN 9784787707055
- 『生活環境主義でいこう！ 琵琶湖に恋した知事』（2008年5月31日、岩波ジュニア新書）ISBN 9784005005949
- 『知事は何ができるのか 「日本病」の治療は地域から』（2012年4月18日、風媒社）ISBN 9784833110945
- 『地方から政治を変える(2) 未来政治塾講義』（共編者:未来政治塾）（2013年5月13日、学芸出版社）ISBN 9784761513283
- 『若手知事・市長が政治を変える(1) 未来政治塾講義』（共編者:未来政治塾）（2013年5月13日、学芸出版社）ISBN 9784761513276
- 『いのちにこだわる政治をしよう！』（2013年7月16日、風媒社）ISBN 9784833111041
- 『レイチェル・カーソンに学ぶ現代環境論 アクティブ・ラーニングによる環境教育の試み』（共編者:新川達郎 村上紗央里）（2017年10月1日、法律文化社）ISBN 9784589038753
- 『滋賀県発！持続可能社会への挑戦 科学と政策をつなぐ』（共編者:内藤正明）（2018年5月1日、昭和堂）ISBN 9784812217177
- 『命をつなぐ政治を求めて 人口減少・災害多発時代に対する〈新しい答え〉』（2019年6月20日、風媒社）ISBN 9784833111300
- 『流域治水がひらく川と人との関係』（2021年11月24日、農山漁村文化協会）ISBN 9784540212161
- 『水と生きる地域の力 琵琶湖・太湖の比較から』（共著者:楊平）（2022年11月8日、サンライズ出版）ISBN 9784883257775
- 『子どもは誰のものか？』（2025年5月、文春新書）ISBN 978-4-16-661493-6

他、多数あり。※詳細は、嘉田由紀子ウェブサイト ‐ モノ、コト、ココロの環境論 を参照。
京都精華大時代には光村図書の小学校国語の教科書の編著者の一人であり、5年生の1単元で著作が使用された。